# Bye Bye Blackbird (musikalbum)
Bye Bye Blackbird från 1993 är ett studioalbum med Keith Jarretts ”Standards Trio”. Det spelades in 1991 som en hyllning till Miles Davis som hade avlidit två veckor tidigare. Huvuddelen av materialet är jazzstandards. Men två av låtarna (For Miles och Blackbird, Bye Bye) är skrivna av trion för det här tillfället som en hyllning till Davis.

## Låtlista
1. Bye Bye Blackbird (Ray Henderson/Mort Dixon) – 11:14
2. You Won't Forget Me (Fred Spielmann/Kermit Goell) – 10:47
3. Butch and Butch (Oliver Nelson) – 6:37
4. Summer Night (Harry Warren/Al Dubin) – 6:43
5. For Miles (Keith Jarrett/Gary Peacock/Jack DeJohnette) – 18:44
6. Straight, No Chaser (Thelonious Monk) – 6:48
7. I Thought About You (Jimmy Van Heusen/Johnny Mercer) – 4:03
8. Blackbird, Bye Bye (Keith Jarrett/Gary Peacock/Jack DeJohnette) – 3:00

## Medverkande
- Keith Jarrett – piano
- Gary Peacock – bas
- Jack DeJohnette – trummor